# Mary J. Blige
Mary Jane Blige (New York, 11 gennaio 1971) è una cantautrice, attrice, produttrice discografica e modella statunitense 9 volte vincitrice ai Grammy Awards e candidata a due Premi Oscar nella sezione miglior attrice non protagonista e migliore canzone per il film Mudbound, e a tre Golden Globe, compresa la colonna sonora per il film  The Help.
Riconosciuta con Icon Award ai Billboard Music Awards e il Lifetime Achievement Award ai BET Awards  per i suoi contributi nell'industria musicale, è stata definita da Billboard come l'artista R&B/Hip-Hop femminile di maggior successo degli ultimi 25 anni, nominando la sua canzone Be Without You come il brano R&B/Hip-Hop di maggior successo di tutti i tempi, in quanto ha trascorso 15 settimane in cima alla classifica statunitense Hot R&B/Hip-Hop Songs, con un totale di 75 settimane in classifica. Nel 2007 ASCAP le ha conferito il Voice of Music Award e ai World Music Award ha ottenuto il Legends Award.
A oggi, Blige, ha venduto più di 50 milioni di album e 30 milioni di singoli in tutto il mondo, su un totale di 20 album pubblicati che le hanno fatto ottenere 14 esordi nella Top10 statunitense, con 4 prime posizioni, e cinque esordi nella Top10 del Regno Unito.
Nel corso della sua carriera ha duettato con artisti come Stevie Wonder, Sting, Whitney Houston, George Michael, U2, Chaka Khan, Wyclef Jean, Lauryn Hill, Elton John, Nina Simone, Tiziano Ferro, Beyoncé, Jay-Z, Drake, Missy Elliott, Diddy, Jessie J, Sam Smith, Kendrick Lamar, Andrea Bocelli e Aretha Franklin, per la quale ha anche scritto brani.

## Biografia
È nata nel Bronx l'11 gennaio 1971, da Cora, origini somale e nigeriane, e Thomas Blige, musicista jazz, ma trascorre i primi 7 anni della sua vita in Georgia. L'infanzia della Blige è difficile, problemi familiari e di salute le lasciano cicatrici sia fisiche sia morali. Mary con la sorella maggiore LaTonya Blige-DaCosta e il fratello Bruce Miller hanno sussistito sui guadagni di sua madre come infermiera dopo che suo padre, ex alcolista e veterano della guerra del Vietnam che soffriva di disturbo post-traumatico da stress lasciò la famiglia a metà degli anni '70 proprio per proteggere i figli dal suo disagio, che temeva di poter trasmettere loro.
All'età di cinque anni è stata molestata da un'amica di famiglia e da adolescente ha subito anni di molestie sessuali da coetanei di entrambi i sessi, specialmente da donne. Ha imparato la boxe nel tentativo di difendersi e proteggersi.
Torna a New York nel 1979 e abita con la famiglia nelle Schlobohm Houses a Yonkers, abbandonando in seguito la scuola superiore al suo primo anno di liceo. La sua passione per il canto si manifesta molto presto ed entra così nel coro gospel della chiesa locale, decidendo poco più tardi di fare di questa sua passione un vero e proprio mestiere.

### 1991–1996: gli inizi,What's the 411?eMy Life
La sua carriera musicale cominciò con la cover di Caught Up in the Rapture di Anita Baker, registrata con una macchina per karaoke nel 1988 dal fidanzato della madre. Il nastro giunse alla Uptown Records, che le fece firmare un contratto come corista. Il giovane produttore Sean Combs, conosciuto con lo pseudonimo Daddy, si interessò a lei, e la aiutò nella realizzazione del suo primo album What's the 411?, uscito nel 1992. L'inedita fusione tra hip hop e Soul operata nell'album creò un nuovo genere che permise a Mary J. Blige di fregiarsi del titolo di "Queen of Hip-Hop/Soul, con la voce potente, ricca del genere soul e l'atteggiamento hip-hop, solidamente connessa con un pubblico che non ha mai visto una donna fare un new jack swing, ma la ama lo stesso".
Il disco, trainato dalle hit "You Remind Me" e "Real Love", entrambe numero 1 nella classifica R&B e certificate dischi d'oro dalla RIAA, si rivela un successo, raggiungendo la top10 della Billboard 200 e vende solo negli USA 3 milioni di copie. È considerato uno dei più importanti album R&B degli anni novanta e verrà imitato da diversi altri artisti. Ai Soul Train Music Award del 1993 vince come Best New R&B Artist e Best R&B Album, Female. Nel dicembre viene pubblicato What's the 411? Remix, per ampliare il successo dell'album da cui vengono remixati i pezzi. In totale tra singoli e album la cantante vende 5 milioni di copie.
Nonostante i successi professionali la vita privata della Blige è molto tormentata, comincia ad abusare di alcol e droga e cade in una profonda depressione. Nel 1994 esce il suo secondo lavoro "My Life, anch'esso entra nella top10 della Billboard 200, rimane in cima alla classifica degli album US R&B/Hip-Hop Top per otto settimane senza precedenti ed entra nelle classifiche di Regno Unito e Canada. L'album vende 3 milioni di copie negli Stati Uniti. Ai Grammy Award l'album riceve una nomina nella categoria Best R&B Album e vince il suo primo Grammy con la collaborazione "I'll Be There for You/You're All I Need to Get By" con Method Man come Best Rap Performance by a Duo or Group. L'album vince inoltre un Billboard Music Award come R&B/Hip-Hop Album of the Year nel 1995.
Blige si è impegnata in diversi progetti esterni, tra cui nel 1996 pubblica il singolo "Not Gon' Cry", tratto dalla colonna sonora del film Donne - Waiting to Exhale, che raggiunge la posizione numero 2 nella Billboard Hot 100, viene certificato disco di platino con oltre 1 000 000 copie vendute e riceve una nomina ai Grammy Awards come Best Female R&B Vocal Performance. Registra una cover di "(You Make Me Feel Like) A Natural Woman" di Aretha Franklin per la colonna sonora della serie Fox, New York Undercover, e "Everyday It Rains", co-scritto dalla cantante R&B Faith Evans, per la colonna sonora del documentario hip hop The Show. Poco dopo, Blige è apparsa nel singolo di Jay-Z "Can't Knock the Hustle" dal suo album di esordio Reasonable Doubt (1996) e con Ghostface Killah in "All That I Got Is You".

### 1997–2000:Share My WorldeMary

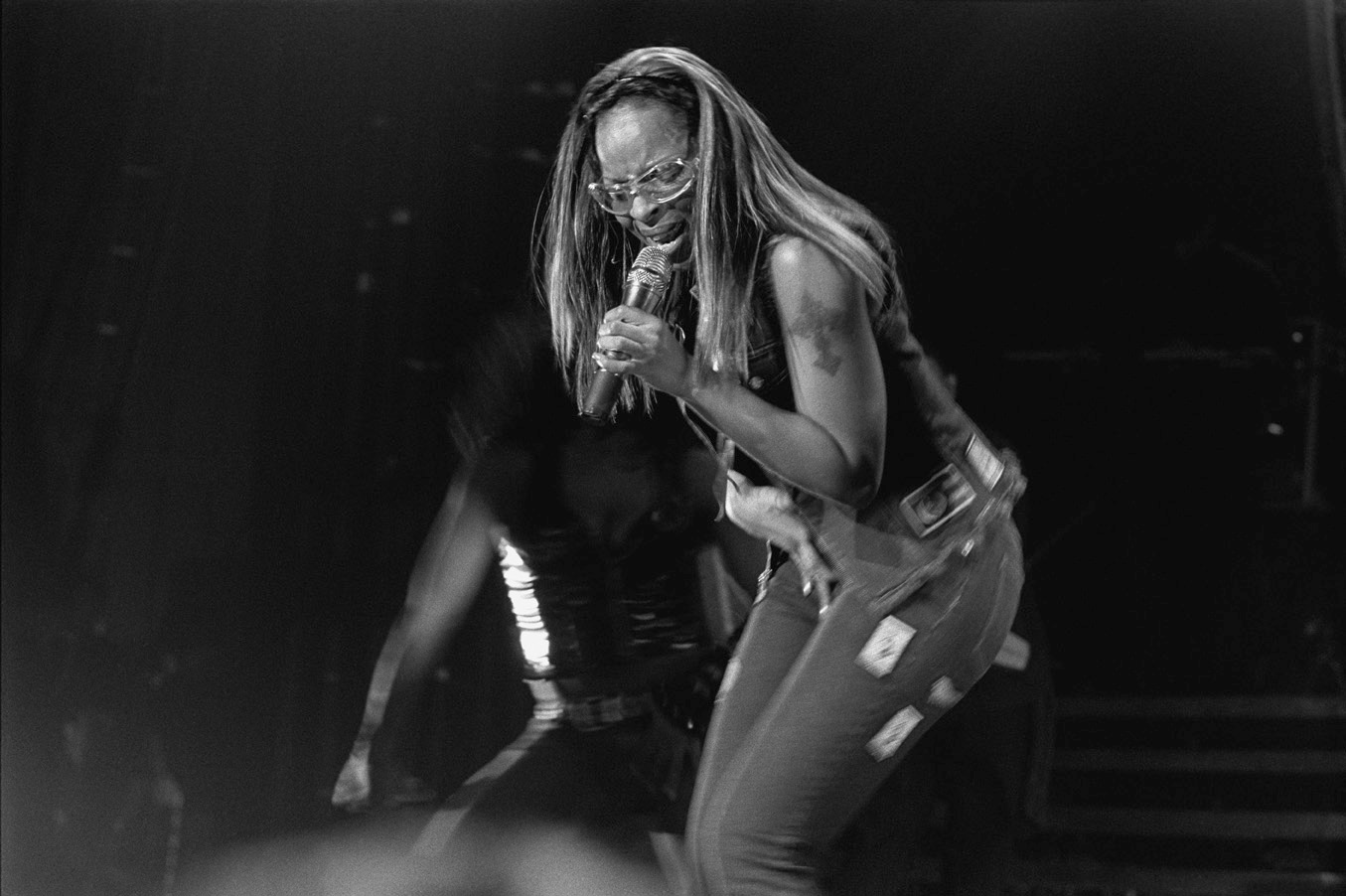
Mary J. Blige in una performance nel 2000

Dal 1997 Blige e Diddy sciolgono il loro rapporto di lavoro, entrando così in rapporto con Trackmasters Entertainment, che ha prodotto il progetto insieme con Steve Stoute, R. Kelly, Darkchild e Jimmy Jam & Terry Lewis. L'album è stato realizzato in un momento in cui Blige stava cercando di "mettere insieme la sua vita", cercando di superare la droga e l'alcol, così come la fine del suo rapporto con Hailey e la recente minaccia di morte, scrivendo canzoni come "Love Is All We Need" e "Share My World". L'album, intitolato Share My World, è il primo della cantante ad aver esordito al numero uno della Billboard 200 con 240 000 copie, raggiungendo le 3 000 copie alla fine dell'anno. L'album raggiunge inoltre la top10 di Canada, Regno Unito e Svezia, arrivando a un totale di 6 milioni di copie vendute in tutto il mondo. I singoli di successo estratti sono "Love Is All We Need" con Nas, "I Can Love You" con Lil' Kim, "Everything", "Missing You" e "Seven Days" con George Benson.
Il 26 gennaio 1998, l'album ha vinto l'American Music Award per Favorite Soul/R&B Album, mentre il mese successivo è stato nominato come Best R&B Album ai Grammy Awards. Blige ha anche ricevuto ulteriori nomination come una nomina ai NAACP Image Award per Outstanding Female Artist, e due nomine ai Soul Train Music Award per Best R&B/Soul Single, Female per "Everything" e una nomination come Best R&B/Soul Album, Female.
Il 17 agosto 1999 è uscito il quarto album di Blige, intitolato Mary, con suoni più familiari all'hip hop, con canzoni più terrene, stravaganti e adulte dalle sfumature contemporanee, che ricordano l'anima degli anni settanta e dei primi anni ottanta. Per l'album ha lavorato con Elton John, Aretha Franklin, George Michael, Eric Clapton e Lauryn Hill e vede la presenza di brani scritti da Stevie Wonder. Raggiunge la seconda posizione della Billboard 200 con 239 000 copie vendute, e la numero cinque della classifica britannica. Riceve la doppia certificazione di platino negli Stati Uniti, arrivando a vendere 3,5 milioni di album in tutto il mondo. Anche se ha ricevuto meno successo, tutti i singoli  "All That I Can Say", "Deep Inside", "Your Child" e "Give Me You" sono entrati in modo considerevole alla radio.
Ai BRIT Awards riceve la nomination come Best International Female Solo Artist, vince come Best Female Artist ai BET Awards e riceve due nomine agli MTV Europe Music Awards per il brano "As" con George Michael come Best Video e Best Song. Ai Grammy Award riceve tre nomine nelle categorie Best R&B Vocal Performance - Female ("All That I Can Say"), Best R&B Vocal Performance by a Duo or Group ("Don't Waste Your Time" con Aretha Franklin) e  Best R&B Album (Mary) e vince il Soul Train Music Award per il Best R&B/Soul Album, Female.

### 2001-2004:No More DramaeLove&Life

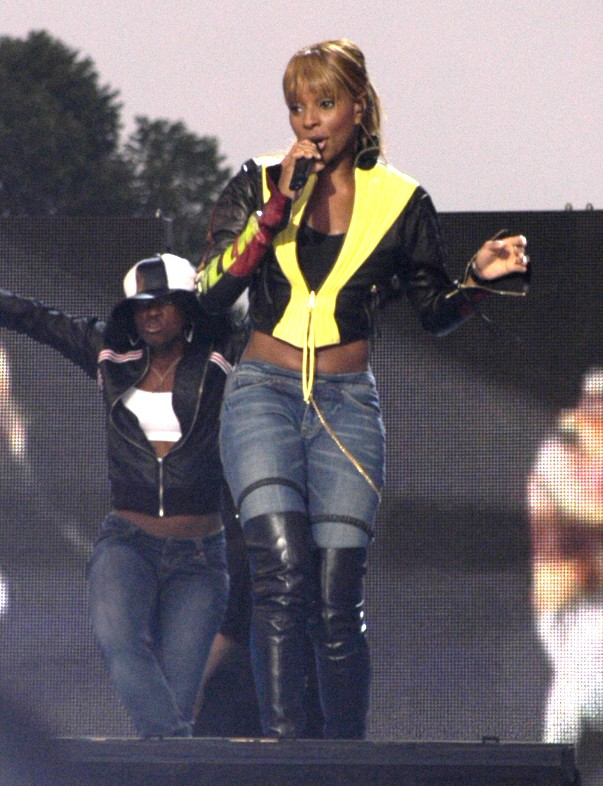
Mary J. Blige ai "NFL Kickoff Live" del 2003

Il 28 agosto 2001, MCA ha pubblicato il quinto album in studio di Blige, No More Drama. L'album ha esordito con 324 000 copie nella prima settimana negli Stati Uniti, arrivando a un totale di 2 milioni di copie, raggiungendo la top5 di Stati Uniti, Regno Unito e Canada. Nonostante riscosse successo dalle vendite, venne riconfezionato e ripubblicato il 29 gennaio 2002, con due nuove tracce e una nuova copertina dell'album, arrivando così a vendere in totale 3,2 milioni di copie negli Stati Uniti e 7 milioni in tutto il mondo. All'album partecipano Pharrell Williams, la rapper Eve e Marshane Smith, mentre per la composizione dei brani partecipano Sting, The Neptunes e Dr. Dre. L'album avrebbe dovuto contenere una collaborazione "Rock Steady" con Jay-Z e Lenny Kravitz ma venne tolta dall'album nella fase definitiva. Viene incluso inoltre il singolo "Rainy Dayz" un duettato con Ja Rule.
Il primo singolo dell'album, "Family Affair"  è diventato il suo primo singolo numero uno della Billboard Hot 100, dove è rimasto per sei settimane consecutive, e nelle top10 di ventidue paesi, compreso Regno Unito, Australia, Francia e Germania, vendendo oltre un milione di copie in tutto il mondo. L'unico singolo destinato al mercato europeo "Dance for Me" viene scritto da Sting, rifacendosi al brano "The Bed's Too Big Without You" dei The Police. Il terzo singolo omonimo all'album "No More Drama" arriva nella top10 britannica e le fa ottenere il primo MTV Video Music Award come Best R&B Video. Ai Grammy Awards del 2002 l'album riceve una nomina come Best R&B Album mentre il brano Family Affair viene nominato come Best Female R&B Vocal Performance, vinto ai Grammy Awards del 2003 con il brano "He Think I Don't Know", divenendo così il suo primo premio vinto da solista nella cerimonia. Blige ha anche vinto un American Music Award e un Soul Train Music Award.
Dopo essere passata alla Geffen nel 2003 l'artista realizzò il suo sesto album, Love & Life avvalendosi della produzione di Diddy, con il quale aveva lavorato agli album What's the 411? e My Life, creando alte aspettative per lo sforzo di riunificazione che vennero però a mancare con la netta separazione dei due artisti dopo il completamento dell'album. Nonostante l'album abbia esordito al numero uno della Billboard 200 dopo sei anni da precedente, e sia diventato il quarto album consecutivo di Blige nella top10 del Regno Unito, Love & Life ha ricevuto recensioni contrastanti dalla critica musicale. Infatti critici e fan hanno in gran parte stroncato il disco, citando una mancanza di coerenza e notevoli stratagemmi per riconquistare la prima gloria di Blige e Diddy. L'album vende circa 2,5 milioni di copie nel mondo e un milione negli USA, molto meno del predecessore No More Drama.
Avvalendosi delle collaborazioni di Jay-Z, Eve, 50 Cent, Sting e dello stesso Diddiy, estrapola come primo singolo il brano "Love @ 1st Sight" con Method Man, che riscuote un lieve successo, raggiungendo la top10 della US Hot R&B/Hip-Hop Songs ed entrando nella top20 di Regno Unito, Italia e Danimarca, e non oltrepassando la posizione 22 nella Billboard Hot 100. I seguenti singoli estratti, "Ooh!", "Not Today" con Eve e "Whenever I Say Your Name" con Sting nella riedizione internazionale, sono andati peggio nelle classifiche. Nonostante ciò il duetto con Sting le ha portato il terzo Grammy Award come Best Pop Collaboration with Vocals, mentre l'album e il brano "Ooh!" sono stati nominati rispettivamente come Best Contemporary R&B Album e Best Female R&B Vocal Performance.

### 2005-2006:The Breakthroughe la raccoltaReflections (A Retrospective)

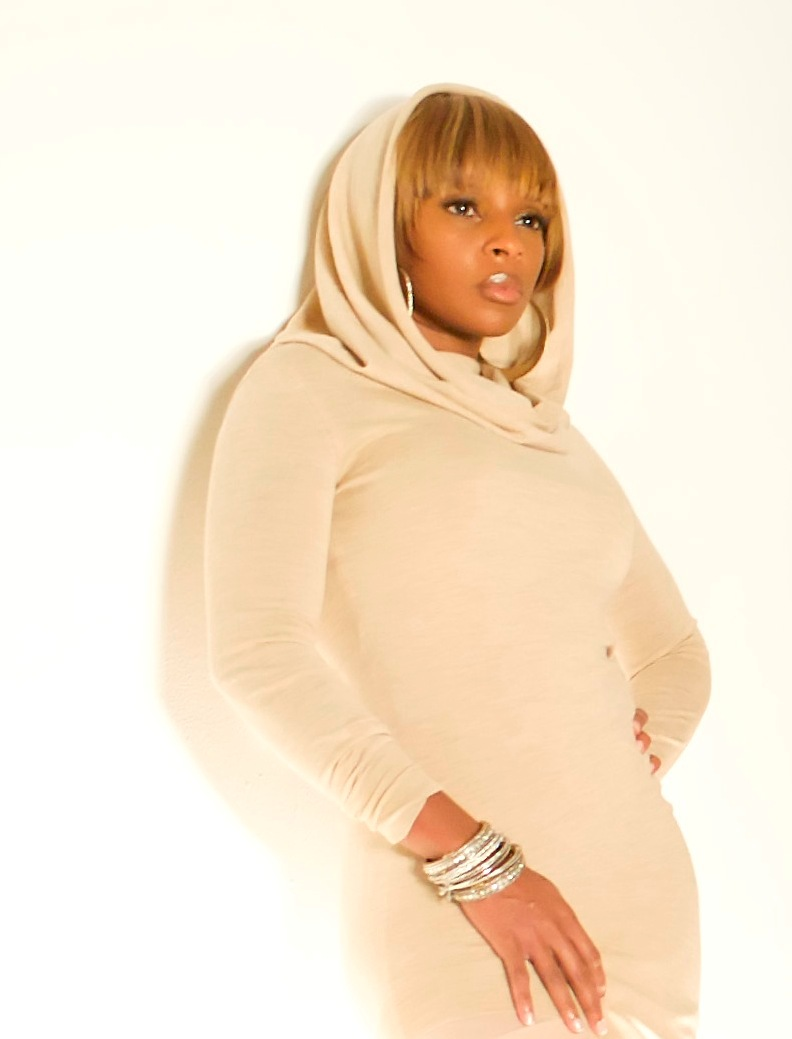
Mary J. Blige in un servizio fotografico

Geffen Records ha pubblicato il settimo album in studio di Blige, The Breakthrough il 20 dicembre 2005. Per l'album, Blige ha collaborato con J.U.S.T.I.C.E. League, Darkchild, Will.i.am, Bryan-Michael Cox, 9th Wonder, Jimmy Jam & Terry Lewis, Raphael Saadiq, Cool & Dre. Ha esordito al numero uno sia nella Billboard 200 sia nella classifica degli album R&B/Hip-Hop Top con 727 000 copie vendute nella sua prima settimana, è diventata la più grande vendita della prima settimana per un artista solista R&B nella storia di SoundScan. Nel mondo ha raggiunto le top20 di Italia, Svizzera, Canada, Svezia, Australia, Regno Unito e Giappone, ricevendo la certificazione d'oro in quest'ultimi paesi. Dalla sua uscita, The Breakthrough ha venduto oltre tre milioni di copie negli Stati Uniti e oltre sette milioni di copie in tutto il mondo, diventando uno dei cinque album più venduti del 2006.
Il singolo di testa, "Be Without You", ha raggiunto il terzo posto nella Billboard Hot 100, mentre ha raggiunto il primo posto nella classifica R&B per un record di quindici settimane consecutive; è rimasto nella classifica per oltre sedici mesi, ed è diventato il singolo di classifica più lungo di Blige nella UK Singles Chart. Il singolo vende 2,2 milioni di copie in tutto il mondo. "One" duetto di Blige con gli U2 ha raggiunto il successo oltreoceano, arrivando alla prima posizione in Italia, Irlanda, Norvegia mentre entra nelle top10 nel Regno Unito, dove diviene il singolo di maggior successo nel paese della cantante, European Chart, Danimarca, Germania e Paesi Bassi. Il 2 marzo esce "Enough Cryin", scritto con Jay-Z e Sean Garrett, che arriva alla seconda posizione della US Hot R&B/Hip-Hop Songs.
Grazie all'album The Breakthrough ha vinto ben nove premi ai Billboard Music Award tenutisi nel dicembre del 2006, compreso il Female Artist of the Year e R&B/Hip-Hop Album of the Year. "Be Without You" ha ricevuto una nomination agli MTV Video Music Awards come Best R&B Video. Ha ricevuto otto nomination ai Grammy Awards: "Be Without You" è stata nominata sia per Record of the Year che per Song of the Year, vincendo nelle categorie  Best Female R&B Vocal Performance e Best R&B Song. "The Breakthrough" vince come "Best R&B Album".
Nel dicembre del 2006 pubblica "Reflections: A Retrospective", raccolta di successi con gli inediti We ride (I see the future)'', Reflections e King & Queen in duetto con John Legend. L'album raggiunge la nona posizione della Billboard 200 e alla posizione 40 nel Regno Unito con 1,3 milioni di copie vendute in tutto il mondo. Nello stesso periodo pubblica, solamente negli Stati Uniti, "Mary J. Blige & Friends" album a edizione limitata (500 000 copie stampate) disponibile tramite "Circuit City Stores", l'album raccoglie duetti vecchi e nuovi con artisti come Sting, Elton John, Patti LaBelle, Jamie Foxx, Robin Thicke e molti altri.

### 2007–2010:Growing PainseStronger with Each Tear

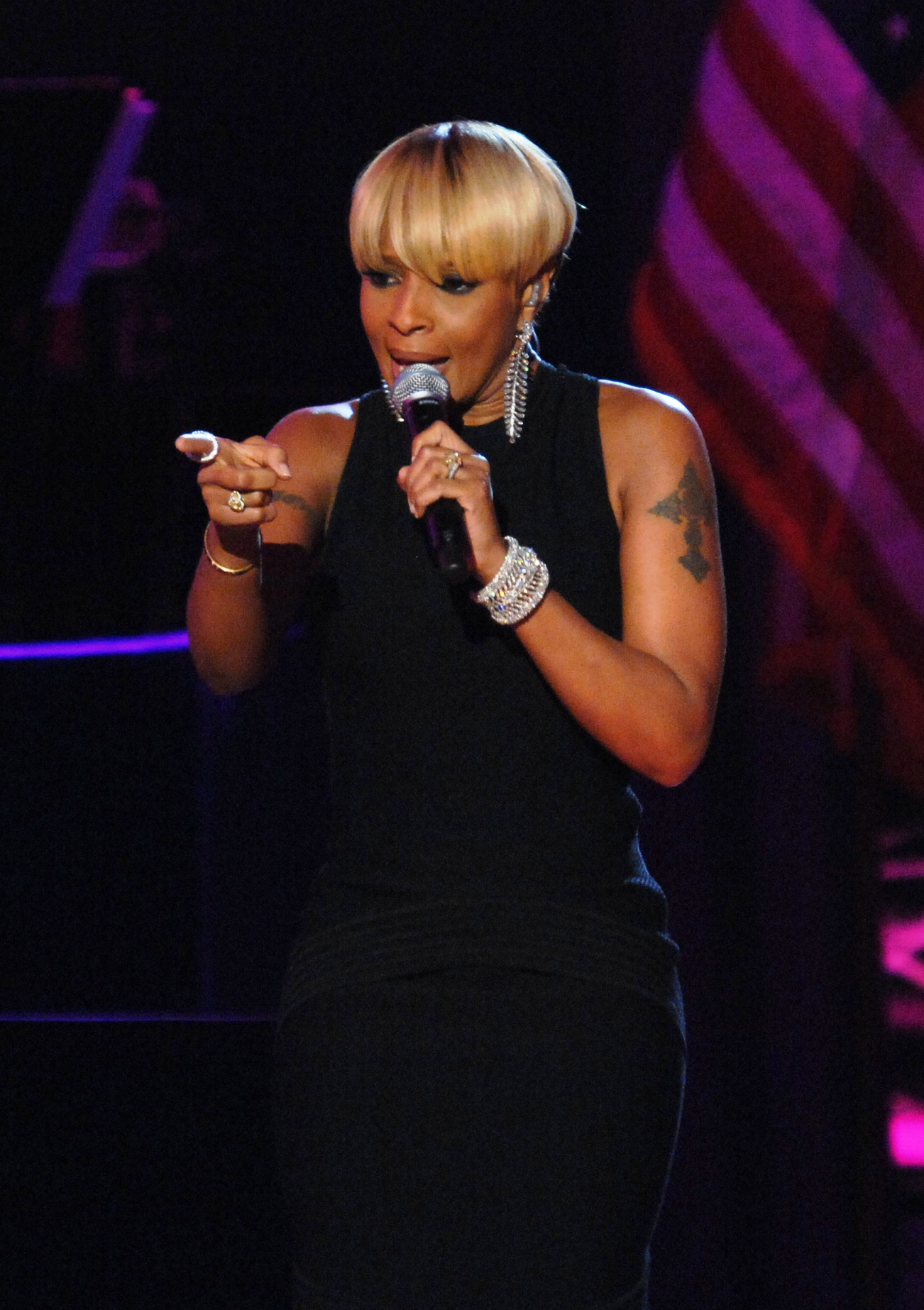
Mary J. Blige in una performance del 2009

L'ottavo album in studio Growing Pains è stato pubblicato il 18 dicembre 2007, esordendo al numero due della Billboard 200 e al numero uno della classifica Top R&B/Hip-Hop Album. Ha venduto 629 000 copie nella sua prima settimana, divenendo il terzo album dal 1991 che ha venduto più di 600 000 copie in una settimana negli Stati Uniti, da quando Nielsen SoundScan ha incominciato a raccogliere dati. Nella sua seconda settimana, l'album è salito al numero uno con ulteriori 204 000 copie vendute, diventando così il quarto album numero uno della cantante. L'album ha raggiunto inoltre le top10 di Regno Unito, Svezia e Svizzera, e nelle top40 di Canada, Giappone, Germania e Italia. Growing Pains è stata nominata e ha vinto il Grammy Award per il Best Contemporary R&B Album guadagnandosi la sua 27ª nomination ai Grammy in un solo decennio. Nel 2010 l'album ha venduto più di un milione di copie in tutto il mondo.
Il singolo principale, "Just Fine", ha raggiunto il numero ventidue nella Billboard Hot 100 e al numero tre nella classifica Hot R&B/Hip-Hop Songs. Singoli successivi tratto dall'album includono "Work That" e "Stay Down". "Just Fine" è stato nominato per il Grammy Award per Best Female R&B Vocal Performance, vincendo invece nelle categorie Best R&B Performance by a Duo o Group with Vocals per il duetto con Chaka Khan "Disrespectful", scritto dalla stessa Blige, e Best Gospel Performance per "Never Gonna Break My Faith" con Aretha Franklin. La canzone vince anche il Critics' Choice Award come Best Song. Il video di "Just Fine" è stato inoltre nominato agli MTV Video Music Awards come Best Hip-Hop Video. Ai World Music Award le viene conferito il Legend Award: For Outstanding Contribution to R&B music.
Blige è stata inserita nell'album di 50 Cent, "Curtis", nella canzone "All of Me". Nel marzo 2008, ha girato con Jay-Z nel Heart of the City Tour. Hanno distribuito una canzone chiamata "You're Welcome". Nello stesso periodo, la rete BET ha trasmesso uno speciale su Blige intitolato The Evolution of Mary J. Blige, racontando la sua carriera. Blige ha intrapreso il Growing Pains European Tour, il suo primo tour in due anni. Venne previsto un tour in Australia e Nuova Zelanda, ma venne rinviato a causa della "stanchezza di un programma di tour travolgente". Successivamente recita nel film I Can Do Bad All by Myself nel ruolo di Tanya e compare in alcuni episodi delle serie Ghost Whisperer e Enturage.
A fine agosto 2008 viene lanciata la canzone "Just Stand Up!", una canzone per raccogliere fondi e donarli alle ricerche contro il cancro. Alla canzone partecipano altre 14 cantanti: Nicole Scherzinger, Beyoncé, Carrie Underwood, Rihanna, Miley Cyrus, Sheryl Crow, Fergie, Leona Lewis, Keyshia Cole, LeAnn Rimes, Natasha Bedingfield, Ciara, Mariah Carey e Ashanti. Il 2 settembre la canzone è stata resa disponibile per il download digitale e il 5 è stata eseguita live da tutte le cantanti per la campagna promozionale "Stand Up to Cancer".

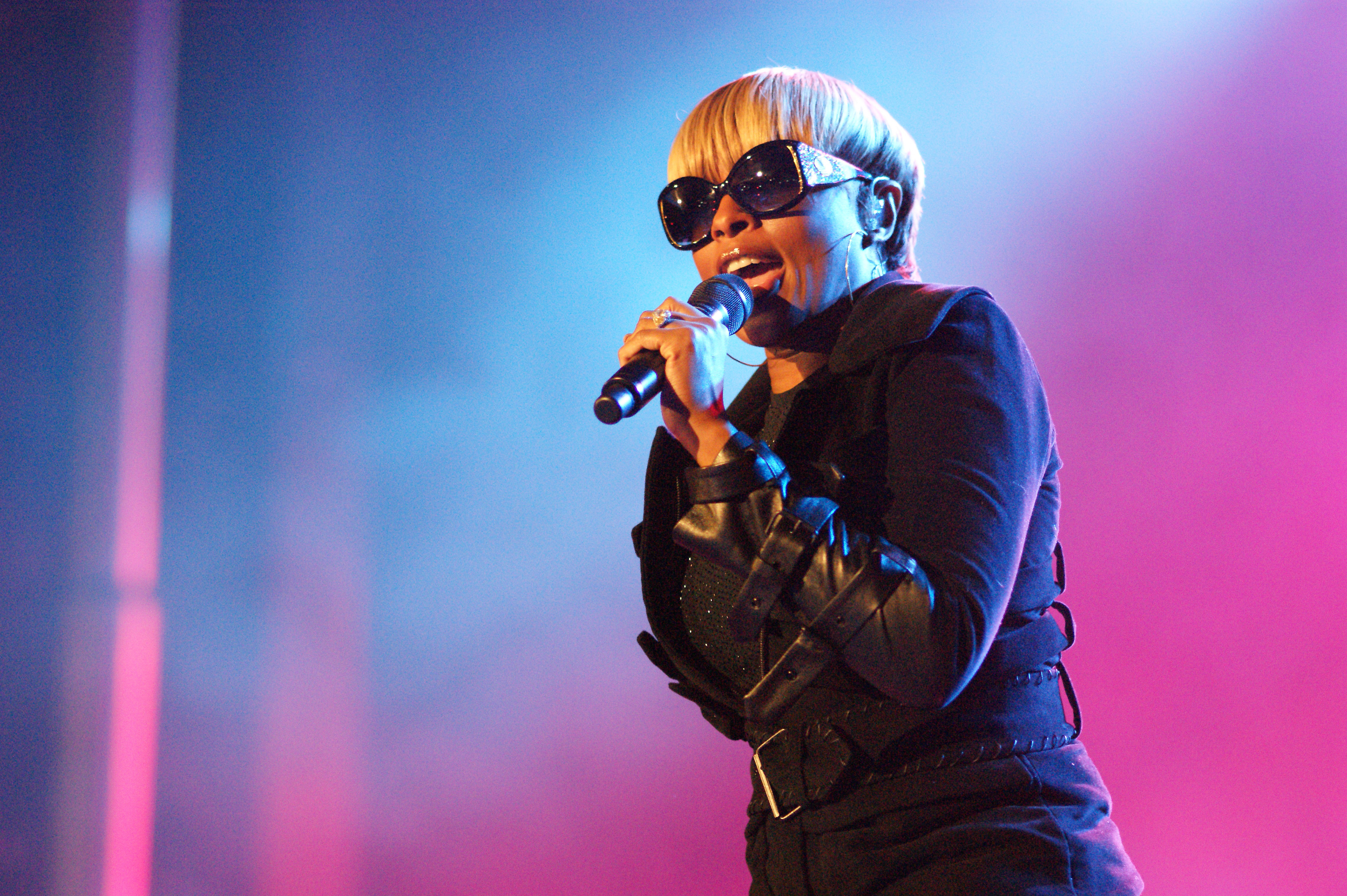
Mary J Blige nel settembre 2010

Il nono album in studio di Blige, Stronger with Each Tear, è stato pubblicato il 21 dicembre 2009, esordendo al numero due della Billboard 200 e al numero uno della classifica Top R&B/Hip-Hop Album, vendendo 332 000 unità nella sua prima settimana di uscita, arrivando a un totale di 730 000 unità alla fine del 2010. Arriva alla posizione 18 in Italia, 20 in Grecia e alla posizione numero 33 nel Regno Unito e al numero quattro della UK R&B Chart. L'album si avvale di numerose collaborazioni sia vocalmente sia nella stesura dei testi, tra queste Will.i.am, Chris Brown, Ne-Yo, Drake, Raphael Saadiq e Ester Dean.
Il singolo principale, "The One", che presenta la partecipazione del rapper canadese Drake, è uscito per l'airplay nel giugno 2009, ed è stato distribuito nel luglio successivo. Vengono poi resi disponibili i singoli Stronger e I Am, quest'ultimo raggiunge la quarta posizione della US Hot R&B/Hip-Hop Songs e entra nella Top10 in Giappone. Each Tear, è stato remixato con artisti provenienti da diversi paesi, per poi essere pubblicato nel febbraio 2010. In Italia viene cantato con Tiziano Ferro, facendo raggiungere al singolo la prima posizione della classifica italiana, ricevendo la tripla certificazione di platino.
Il 1º febbraio 2010 ai Grammy Awards canta insieme con Andrea Bocelli una versione di Bridge over Troubled Water per raccogliere fondi a favore di Haiti. Il 20 febbraio 2010 si esibisce come ospite nella serata finale del 60º Festival di Sanremo assieme a Tiziano Ferro. Ai 41º NAACP Image Award Blige ha vinto come Outstanding Female Artist e Outstanding Album.

### 2011–2013:My Life II... The Journey Continues (Act 1)eA Mary Christmas

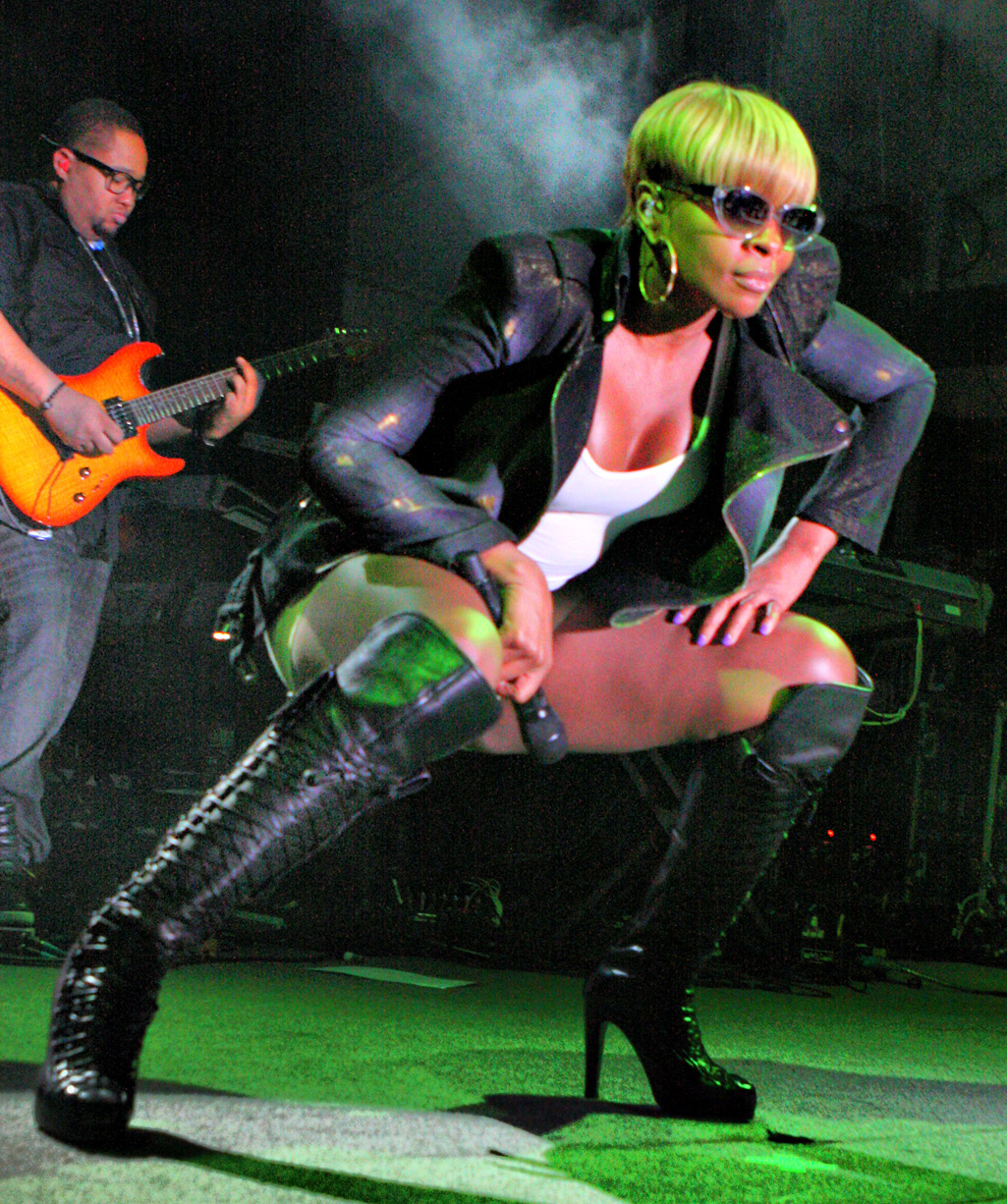
La cantante durante il Raggamuffin Festival a Sydney, Australia nel 2011

Nel luglio 2011, Blige ha pubblicato la canzone "The Living Proof" come singolo principale per la colonna sonora del film The Help, che le fa ottenere la sua prima nomina ai Golden Globe nella categoria Best Original Song e le fa ottenere il secondo Critics' Choice Award per la Miglior Canzone.

Anticipato nel gennaio 2011 dal brano Someone to Love Me (Naked) con la partecipazione vocale di Lil Wayne, e succeduto dal singolo "25/8", il decimo album in studio, My Life II... The Journey Continues (Act 1), è uscito nel novembre 2011. All'album, prodotto da Kanye West, partecipano anche Beyoncé nel brano "Love a Woman" , collaborazione inizialmente prevista per l'album di quest'ultima intitolato "Four (4)", Drake nel brano "Mr. Wrong" e Rick Ross in "Why". L'album ha esordito al 5º posto nella Billboard 200, vendendo 156 000 copie nella prima settimana; è stato infine certificato d'oro nel 2012 e ha venduto 763 000 copie negli Stati Uniti. Parlando dell'album la cantante afferma: 
Il 28 febbraio 2012, Blige ha eseguito "Star Spangled Banner" al NBA All-Star Game 2012. Il 23 settembre 2012, Blige è stata una performer al iHeartRadio Music Festival al MGM Grand Las Vegas. La cantante ha inoltre collaborato al brano "Now or Never" dall'album di Kendrick Lamar "Good Kid, M.A.A.D City", uscito il 22 ottobre 2012. Il brano è stato poi nominato ai Grammy Awards come Best Rap/Sung Collaboration.
All'inizio del 2013, è stato annunciato che Blige stava registrando un album di Natale. L'album, intitolato, A Mary Christmas è stato lanciato il 15 ottobre 2013 attraverso la Verve Records. L'album include collaborazioni con Barbra Streisand, le Clark Sisters, Marc Anthony e Jessie J. L'album esordisce alla prima posizione della US Top Holiday Albums e US Top R&B Albums, raggiungendo anche la decima posizione della classifica Billboard 200. Nel Regno Unito arriva alla seconda posizione della UK R&B Albums e numero 28 in quella generale. L'album ha venduto 500mila copie negli Stati Uniti ricevendo la certificazione d'oro.
Tra il 2011 e il 2013 è attiva anche nel panorama televisivo partecipando come mentore e aiutante dei giudici dei programmi American Idol, The X Factor e The Voice. Recita nel film televisivo Betty & Coretta e sul grande schermo con Un Natale speciale a New York, dove recitano anche Jennifer Hudson e Angela Bassett, e in Rock of Ages, insieme con Tom Cruise, Catherine Zeta-Jones e Malin Åkerman.

### 2014-2016:Think Like a Man Too,The London Sessions etelevisione

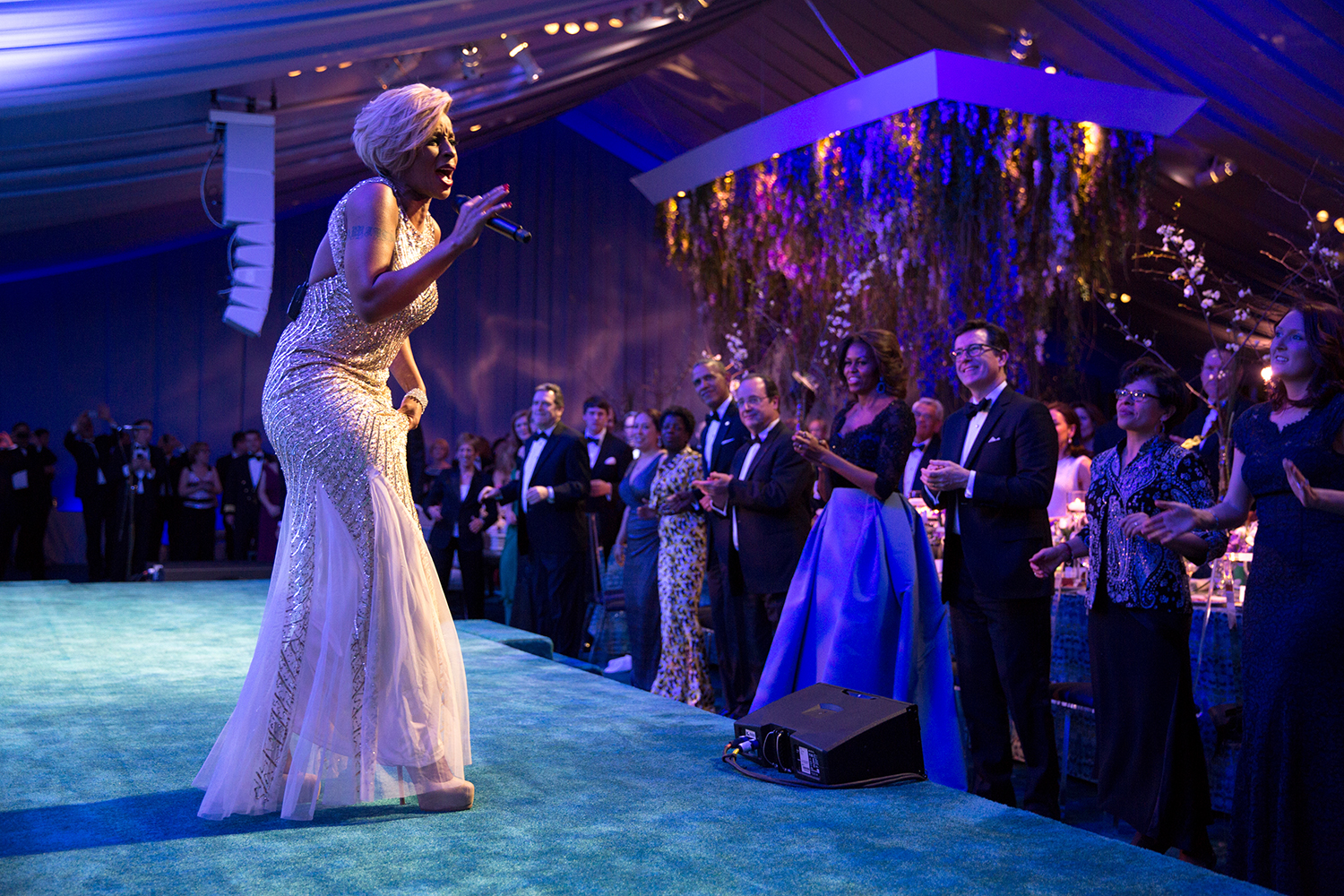
Mary J. Blige in una performance alla Casa Bianca per l'arrivo del presidente francese François Hollande nel 2014

Il 30 maggio 2014 viene annunciato che il dodicesimo album della cantante Think Like a Man Too, uscito il 17 giugno dalla Epic Records e ispirato al film La guerra dei sessi - (Think Like a Man Too), avrebbe introdotto nuove canzoni di Mary J. Blige, tra cui il singolo "Suitcase". L'album ha esordito al numero 30 della Billboard 200, con 8 688 copie vendute nella sua prima settimana, diventando l'esordio più basso delle vendite dei suoi album in studio, ma raggiungendo la Top10 della Top R&B/Hip-Hop Albums, la cantante con 16 entrate nella classifica raggiunge la collega Mariah Carey.
Dopo la collaborazione del febbraio 2014 con i Disclosure nel brano "F for You", successivamente nominato ai Grammy Awards del 2015 come Best Dance Recording, il 2 giugno 2014 il cantante britannico Sam Smith pubblica una seconda versione del suo singolo "Stay with Me" avvalendosi della collaborazione di Mary J. Blige.
Nel luglio successivo viene annunciato che la Blige si sarebbe trasferita a Londra per sperimentare un nuovo suono per il suo nuovo album. Blige ha trascorso un mese a Londra registrando il suo album nei RAK Studios con una serie di giovani artisti inglesi, tra cui Disclosure, Naughty Boy, Emeli Sandé e Sam Smith. Dieci nuove canzoni, co-scritte e registrate dalla cantante, sono uscite il 24 novembre 2014 sull'album The London Sessions con un cambio di etichetta, passando sotto la Capitol Records. L'album ha raggiunto la prima posizione della US Top R&B/Hip-Hop Albums e nona nella Billboard 200, entrando anche nelle classifiche di Regno Unito, Svizzera, Italia e Irlanda. Vengono estratti tre singoli "Therapy" scritto con Sam Smith e "Whole Damn Year", composto dalla cantante Emeli Sandé.
Nel 2015 torna a recitare nella prima stagione della serie Tv Empire nel ruolo di Angie, partecipa allo speciale televisivo The Wiz Live!, basato sul libro Il meraviglioso mago di Oz dove interpreta la Malvagia Strega dell'Est, e recita nel 2016 in Le regole del delitto perfetto, serie televisiva in cui interpreta il personaggio Ro per due episodi. Nell'agosto 2016, Blige è stata chiamata per eseguire la nuova sigla per il talk show The View per la sua ventesima stagione dal titolo "World's Gone Crazy" scritto da Diane Warren. Il 30 settembre 2016, Blige ha presentato in anteprima un nuovo spettacolo tv, The 411, su Apple Musi. Nel suo episodio di esordio, ha intervistato Hillary Clinton.

### 2017-presente:Strength of a Woman, Good Morning Goegeouse il successo come attrice
Il 21 gennaio 2017 viene proiettato per la prima volta il film Mudbound a cui la Blige partecipa nel ruolo di Florence Jackson e cantando la colonna sonora Mighty River. Il film riceve quattro nomination ai premi Oscar, tra cui l'artista riceve una nomina come Best Supporting Actress e una nella categoria Best Original Song. Le vengono conferite le stesse nomine ai Golden Globe e riceve ulteriori nomine come Supporting Actress agli Screen Actors Guild Award, ai Satellite Award e ai Critics' Choice Awards.
Dopo dodici anni di matrimonio nel marzo del 2017 annuncia il suo divorzio da Kendu Issacs. Blige ha pubblicato il suo tredicesimo album Strength of a Woman il 23 aprile successivo, supportandolo con un tour negli Stati Uniti da aprile a settembre 2017. L'album ha esordito al numero 3 della classifica Billboard 200, vendendo 78 000 unità equivalente ad album nella prima settimana di uscita; esordito anche al numero due della classifica Top R&B/Hip-Hop Album e al numero uno della classifica Top R&B Album. Nei brani partecipano diversi cantanti, tra cui Missy Elliott, DJ Khaled, Kanye West e Quavo.
Nel 2017 le viene conferito l'Icon Award of the Year ai Billboard Women in music Award. Il 12 luglio 2018, Blige ha pubblicato il singolo Only Love con la Republic Records, dopo la sua uscita dalla Capitol Records.
Il 16 aprile 2019, Blige ha annunciato che parteciperà al tour estivo nordamericano con Nas intitolato The Royalty Tour. L'8 maggio 2019, Blige ha pubblicato il singolo Thriving con lo stesso Nas. Durante un'intervista con Ebro Darden su Beats 1 per la prima uscita di "Thriving", Blige ha annunciato che il suo prossimo album in studio uscirà entro il 2019. Dal 2019 torna inoltre a recitare sia nella serie per Netflix intitolata The Umbrella Academy che in tre episodi della serie televisiva Scream. Nel 2020 viene scelta nel cast della serie televisiva Power Book II: Ghost, ruolo che le vale due NAACP Image Award come miglior attrice non protagonista in una serie drammatica.
Nel 2021 viene pubblicato il documentario Mary J. Blige's My Life, incentrato sia sulla sua carriera che sulla sua vita privata. Il 13 agosto 2021 esce nelle sale il film Respect sulla vita di Aretha Franklin, in cui Blige interpreta Dinah Washington. Nel dicembre dello stesso anno in contemporanea i singoli Amazing e Good Morning Goegeus, quest'ultima omonima al successivo album pubblicato nel febbraio 2022. Il 14 febbraio 2022 si è esibita durante l'halftime show del Super Bowl LVI. Il 15 maggio 2022 le viene conferito l'Icon Award ai Billboard Music Awards.

## Vita privata e problemi finanziari
La Blige ha avuto problemi economici nel corso degli anni. Nel 2013, è stato riferito che la cantante doveva 3,4 milioni di dollari di imposte sul reddito non pagate nell'arco di tre anni. È stata anche citata in giudizio per inadempienza su un paio di prestiti bancari tra la fine del 2012 e l'inizio del 2013: uno era per 2,2 milioni di dollari dalla Signature Bank, e l'altro era per 500.000 dollari dalla Bank of America.
Nel 2017 la Apex Bank ha intentato una causa contro Blige e il marito/manager Martin "Kendu" Isaacs per i mutui non pagati per le loro proprietà a Cresskill e Saddle River, New Jersey. La causa è stata ritirata nel maggio 2019.

Alla luce delle questioni finanziarie la cantante ha deciso di divorziare dal marito e manager nel 2016, ottenendolo legalmente solo nel 2018. L'ex marito ha ottenuto un'indennità di 30 000 dollari al mese per gli alimenti. Blige ha raccontato in un'intervista:
(Mary J. Blige)

## Altre attività
Nel luglio 2010, Blige ha lanciato il suo primo profumo, My Life (attraverso Carol's Daughter), esclusivamente su HSN. Il successo della fragranza ha battuto i record di vendita in poche ore (circa 65 000 bottigliette) e ha ricevuto due prestigiosi FiFi Award dalla Fragrance Foundation. Nell'ottobre 2010, Blige ha creato una linea di occhiali da sole chiamata "Melodies by MJB".

### Modella e campagne pubblicitarie
- Campagna pubblicitaria per Pepsi[144] (1999, 2022)
- Campagna pubblicitaria per MAC Cosmetics[145] (2001-2002, 2019-2020)
- Testimonial per American Express[146] (2002-2003)
- Campagna per IPod & ITunes[147] (2007)
- Campagna e line di scarpe per Foot Locker/Reebok[148] (2007)
- Testimonial di Chevrolet[149] (2008)
- Campagna pubblicitaria per AT&T[150] (2009)
- Creatrice e modella della collezione di gioielli Simone I. Smith's Jewelry Collection[151] (dal 2011)
- Campagna pubblicitaria per Burger King[152] (2012)
- Campagna pubblicitaria Sun Goddess Wines per Fantinel Wine[153] (dal 2021)
- Campagna pubblicitaria per Hologic[154] (2022)

## Discografia

### Album in studio
- 1992 - What's the 411?
- 1994 - My Life
- 1997 - Share My World
- 1999 - Mary
- 2001 - No More Drama
- 2003 - Love & Life
- 2005 - The Breakthrough
- 2007 - Growing Pains
- 2009 - Stronger with Each Tear
- 2011 - My Life II... The Journey Continues (Act 1)
- 2013 - A Mary Christmas
- 2014 - The London Sessions
- 2017 - Strength of a Woman
- 2022 - Good Morning Gorgeous
- 2024 - Gratitude

### Colonne sonore
- 2014 - Think Like a Man Too

## Filmografia

### Attrice

#### Cinema
- Rock of Ages, regia di Adam Shankman (2012)
- Un Natale speciale a New York (Black Nativity), regia di Kasi Lemmons (2013)
- Mudbound, regia di Dee Rees (2017)
- Chris Brown: Welcome to My Life, regia di Andrew Sandler (2017) – film documentario
- Body Cam, regia di Malik Vitthal (2020)
- Mary J. Blige's My Life, regia di Vanessa Roth (2021) – film documentario
- Respect, regia di Liesl Tommy (2021)

#### Televisione
- New York Undercover – serie TV, episodi 1x14–2x02 (1995)
- The Jamie Foxx Show – serie TV, episodio 2x14 (1998)
- Moesha – serie TV, episodio 5x01 (1999)
- Squadra Med - Il coraggio delle donne (Strong Medicine) – serie TV, episodio 2x04 (2001)
- Enturage – serie TV, episodio 4x08 (2007)
- Ghost Whisperer - Presenze (Ghost Whisperer) – serie TV, episodio 2x15 (2007)
- 30 Rock – serie TV, episodio 3x22 (2009)
- The Wiz: Live!, regia di Kenny Leon e Matthew Diamond – film TV (2015)
- Black-ish (Black-Ish) – serie TV, episodio 1x24 (2015)
- Empire – serie TV, episodio 1x10 (2015)
- Le regole del delitto perfetto (How To Get Away With Murder) – serie TV, episodi 3x05–3x09 (2016)
- The Umbrella Academy – serie TV, 9 episodi (2019)
- Scream – serie TV, 3 episodi (2019)
- Power Book II: Ghost – serie TV (2020-2024)

### Doppiatrice
- Sherlock Gnomes, regia di John Stevenson (2018)
- Trolls World Tour, regia di Walt Dohrn e David P. Smith (2020)

## Doppiatrici italiane
Nelle versioni in italiano dei suoi film, Mary J. Blige è stata doppiata da:
- Alessandra Cassioli in Rock of Ages, Mudbound, The Umbrella Academy, Body Cam
- Barbara Castracane in 30 Rock
- Daniela Calò in Le regole del delitto perfetto
- Emanuela Rossi in Respect

Da doppiatrice è sostituita da:
- Domitilla D'Amico in Sherlock Gnomes
- Anna Pettinelli in Trolls World Tour
- ANNA CUGINI in Ghost Power serie tv tutte le stagioni

## Riconoscimenti
- AACTA International Awards
  - 2017 – Candidatura come miglior attrice non protagonista per Mudbound
- ACCA Award
  - 2018 – Candidatura come miglior cast corale per Mudbound
  - 2018 – Candidatura come miglior canzone originale per Mighty River dal film Mudbound
- Alliance of Women Film Journalists
  - 2017 – Candidatura come miglior attrice non protagonista per Mudbound
- American Music Award
  - 1998 – Miglior album soul/R&B per Share My World
  - 2002 – Candidatura come miglior artista soul/R&B
  - 2003 – Miglior artista femminile R&B
  - 2006 – Candidatura come artista dell'anno
  - 2006 – Miglior artista soul/R&B
  - 2006 – Candidatura come miglior album soul/R&B per The Breakthrough
  - 2012 – Candidatura come miglior artista femminile R&B
  - 2014 – Candidatura come miglior artista femminile R&B
  - 2015 – Candidatura come miglior artista femminile R&B
- ASCAP Pop Music Awards
  - 2003 – Canzone più ascoltata per Family Affair
  - 2007 – Canzone dell'anno per Be Without You
  - 2007 – Cantautrice dell'anno
  - 2007 – Voce dell'anno
  - 2007 – Canzone più ascoltata per Be Without You
- ASCAP Rhythm & Soul Award
  - 1996 – Canzone più ascoltata per Be Happy
- Austin Film Critics Association
  - 2017 – Candidatura come miglior attrice non protagonista per Mudbound
  - 2017 – Candidatura come miglior attrice esordiente per Mudbound
- BET Awards
  - 2001 – Miglior artista R&B femminile
  - 2002 – Candidatura come miglior artista R&B femminile
  - 2004 – Candidatura come miglior artista R&B femminile
  - 2006 – Miglior artista R&B femminile
  - 2006 – Video dell'anno per Be Without You
  - 2006 – Candidatura come video dell'anno per Touch It - Remix
  - 2006 – Candidatura come miglior collaborazione per Touch It - Remix
  - 2007 – Candidatura come miglior artista R&B femminile
  - 2007 – Miglior collaborazione per Runaway Love
  - 2008 – Candidatura come miglior artista R&B femminile
  - 2008 – Candidatura come video dell'anno per Just Fine
  - 2010 – Candidatura come miglior artista R&B femminile
  - 2012 – Candidatura come miglior artista R&B femminile
  - 2017 – Candidatura come miglior artista R&B femminile
  - 2018 – Premio "BET Her" per l'album Strength of a Woman
  - 2019 – Premio alla carriera
  - 2022 – Premio "BET Her" per il singolo Good Morning Gorgeous
- Billboard Music Awards
  - 1995 – Album R&B dell'anno per My Life
  - 2006 – Artista R&B dell'anno
  - 2006 – Artista femminile dell'anno
  - 2006 – Video dell'anno per Be Without You
  - 2006 – Canzone R&B dell'anno per Be Without You
  - 2006 – Album R&B dell'anno per The Breakthrough
  - 2022 – Premio "Billboard Icon Award"
- Black Film Critics Circle
  - 2018 – Miglior cast corale per Mudbound
  - 2018 – Candidatura come miglior attrice non protagonista per Mudbound
- Black Girls Rock!
  - 2009 – Premio "Icon"
  - 2018 – Premio "Icon"
- Black Reel Awards
  - 2010 – Candidatura come miglior canzone originale per I Can Do Bad dal film I Can Do Bad All By Myself
  - 2012 – Miglior canzone originale per Living Proof dal film The Help
  - 2018 – Candidatura come miglior attrice esordiente per Mudbound
  - 2018 – Miglior canzone originale per Mighty River dal film Mudbound
- Chicago Film Critics Association
  - 2017 – Candidatura come miglior attrice non protagonista per Mudbound
- Critics' Choice Awards
  - 2007 – Miglior canzone originale per Never Gonna Break My Faith dal film I Can Do Bad All By Myself
  - 2012 – Miglior canzone originale per Living Proof dal film The Help
  - 2018 – Candidatura come miglior attrice non protagonista per Mudbound
  - 2018 – Candidatura come miglior cast corale per Mudbound
- Dallas Film Critics Association
  - 2017 – Candidatura come miglior attrice non protagonista per Mudbound
- Detroit Film Critics Society
  - 2018 – Candidatura come miglior cast corale per Mudbound
- Dorian Awards
  - 2018 – Candidatura come performance di un'attrice non protagonista dell'anno per Mudbound
- Fonogram Awards
  - 2018 – Candidatura come album hip-hop dell'anno per Strength of a Woman
- Gaffa Awards
  - 2018 – Candidatura come artista internazionale dell'anno
  - 2018 – Candidatura come album internazionale dell'anno per Strength of a Woman
- Georgia Film Critics Association
  - 2018 – Candidatura come miglior cast corale per Mudbound
  - 2018 – Candidatura come miglior canzone originale per Mighty River dal film Mudbound
- Golden Globe
  - 2011 – Candidatura come miglior canzone originale per Living Proof dal film The Help
  - 2018 – Candidatura come miglior canzone originale per Mighty River dal film Mudbound
  - 2018 – Candidatura come miglior attrice non protagonista in un film per Mudbound
- Gotham Independent Film Awards
  - 2017 – Miglior cast corale per Mudbound
  - 2017 – Candidatura come miglior attrice esordiente per Mudbound
- Grammy Award
  - 1996 – Candidatura come miglior album R&B per My Life
  - 1996 – Miglior performance rap di un duo o gruppo musicale per I'll Be There for You/You're All I Need to Get By
  - 1997 – Candidatura come album dell'anno per Waiting to Exhale: Original Soundtrack Album
  - 1997 – Candidatura come miglior performance vocale R&B di un'artista femminile per Not Gon' Cry
  - 1998 – Candidatura come miglior album R&B per Share My World
  - 1999 – Candidatura come miglior performance R&B di un duo o gruppo musicale per Lean on Me
  - 2000 – Candidatura come miglior album R&B per Mary
  - 2000 – Candidatura come miglior performance vocale R&B di un'artista femminile per All That I Can Say
  - 2000 – Candidatura come miglior performance R&B di un duo o gruppo musicale per Don't Waste Your Time
  - 2001 – Candidatura come miglior performance R&B di un duo o gruppo musicale per 911
  - 2002 – Candidatura come miglior album R&B per No More Drama
  - 2002 – Candidatura come miglior performance vocale R&B di un'artista femminile per Family Affair
  - 2003 – Miglior performance vocale R&B di un'artista femminile per He Think I Don't Know
  - 2004 – Candidatura come miglior album R&B per Love & Life
  - 2004 – Candidatura come miglior performance vocale R&B di un'artista femminile per Ooh!
  - 2004 – Miglior collaborazione pop vocale per Whenever I Say Your Name
  - 2007 – Candidatura come registrazione dell'anno per Be Without You
  - 2007 – Candidatura come canzone dell'anno per Be Without You
  - 2007 – Miglior canzone R&B per Be Without You
  - 2007 – Miglior performance vocale R&B di un'artista femminile per Be Without You
  - 2007 – Miglior album R&B per The Breakthrough
  - 2007 – Candidatura come miglior collaborazione pop vocale per One
  - 2007 – Candidatura come miglior performance R&B di un duo o gruppo musicale per Love Changes
  - 2008 – Candidatura come miglior performance vocale R&B di un'artista femminile per Just Fine
  - 2008 – Miglior performance R&B di un duo o gruppo musicale per Direspectful
  - 2008 – Miglior performance gospel per Never Gonna Break My Faith
  - 2009 – Miglior album R&B per Growing Pains
  - 2010 – Candidatura come miglior performance R&B di un duo o gruppo musicale per IfULeave
  - 2014 – Candidatura come miglior interpretazione rap melodica per Now or Never
  - 2015 – Candidatura come miglior registrazione dance per F for You
  - 2023 – Candidatura come album dell'anno per Good Morning Gorgeous
  - 2023 – Candidatura come registrazione dell'anno per Good Morning Gorgeous
  - 2023 – Candidatura come miglior album R&B per Good Morning Gorgeous
  - 2023 – Candidatura come miglior performance R&B per Here With Me
- Hollywood Film Awards
  - 2017 – Miglior cast corale per Mudbound
  - 2017 – Miglior attrice esordiente per Mudbound
- Hollywood Music in Media Awards
  - 2017 – Candidatura come miglior canzone originale per Mighty River dal film Mudbound
  - 2018 – Miglior canzone originale per Stronger Than I Ever Was dal film Sherlock Gnomes
  - 2021 – Miglior canzone originale per Just Sing dal film Trolls World Tour
- Independent Spirit Awards
  - 2018 – Premio "Robert Altman" per la sua interpretazione nel film Mudbound
- IndieWire Honors Association
  - 2018 – Miglior attrice esordiente per Mudbound
- International Dance Music Awards
  - 2007 – Candidatura come miglior brano dance/R&B per Be Without You
- MOBO Awards
  - 2006 – Candidatura come miglior artista femminile internazionale
  - 2006 – Candidatura come miglior artista R&B
  - 2006 – Candidatura come miglior canzone per Be Without You
- MTV Europe Music Awards
  - 2002 – Candidatura come miglior artista R&B
  - 2003 – Candidatura come miglior artista R&B
  - 2006 – Candidatura come miglior artista R&B
- MTV Video Music Awards
  - 1993 – Candidatura come miglior video musicale R&B per Real Love
  - 1993 – Candidatura come migliori coreografie per Real Love
  - 2002 – Miglior video musicale R&B per No More Drama
  - 2002 – Candidatura come migliori coreografie per Family Affair
  - 2006 – Candidatura come miglior video musicale R&B per Be Without You
  - 2008 – Candidatura come miglior video musicale hip-hop per Just Fine
- MTV Video Music Awards (Giappone)
  - 2002 – Candidatura come miglior artista R&B
  - 2004 – Candidatura come miglior performance dal vivo
  - 2004 – Performance dal vivo più impressionante
  - 2004 – Candidatura come miglior video musicale R&B per Love @ 1st Sight
  - 2008 – Candidatura come miglior video musicale R&B per Just Fine
- NAACP Image Award
  - 2000 – Candidatura come miglior artista femminile
  - 2001 – Candidatura come miglior artista femminile
  - 2001 – Candidatura come miglior video musicale per Your Child
  - 2003 – Candidatura come miglior artista femminile
  - 2003 – Candidatura come miglior video musicale per No More Drama
  - 2004 – Candidatura come miglior artista femminile
  - 2006 – Candidatura come miglior artista femminile
  - 2006 – Candidatura come miglior album per The Breakthrough
  - 2007 – Miglior artista femminile
  - 2007 – Miglior video musicale per Be Without You
  - 2008 – Candidatura come miglior artista femminile
  - 2008 – Candidatura come miglior video musicale per Just Fine
  - 2010 – Miglior artista femminile
  - 2010 – Miglior album per Stronger with Each Tear
  - 2011 – Miglior artista femminile
  - 2012 – Candidatura come miglior artista femminile
  - 2012 – Candidatura come miglior video musicale per 25/8
  - 2012 – Miglior collaborazione per Mr. Wrong
  - 2014 – Candidatura come miglior artista femminile
  - 2015 – Candidatura come miglior artista femminile
  - 2015 – Miglior collaborazione per Stay with Me con Sam Smith
  - 2017 – Miglior artista femminile
  - 2017 – Candidatura come miglior album per Strength of a Woman
  - 2017 – Candidatura come miglior video musicale per Strength of a Woman
  - 2017 – Candidatura come miglior collaborazione per Love Yourself
  - 2021 – Miglior attrice non protagonista in una serie drammatica per Power Book II: Ghost
  - 2022 – Miglior attrice non protagonista in una serie drammatica per Power Book II: Ghost
- New York Film Critics Online
  - 2018 – Miglior cast corale per Mudbound
- Palm Springs International Film Festival
  - 2018 – Miglior attrice esordiente per Mudbound
- People's Choice Awards
  - 2011 – Candidatura come artista R&B preferita
- Pop Awards
  - 2018 – Candidatura al premio alla carriera
  - 2022 – Candidatura come canzone dell'anno per Hourglass
- Premio Oscar
  - 2018 – Candidatura come miglior attrice non protagonista per Mudbound
  - 2018 – Candidatura come miglior canzone originale per Mighty River dal film Mudbound
- Premio Sag
  - 2018 – Candidatura come miglior attrice non protagonista per Mudbound
  - 2018 – Candidatura come miglior cast corale per Mudbound
- San Diego Film Critics Award
  - 2018 – Miglior cast corale per Mudbound
- Santa Barbara International Film Festival
  - 2018 – Premio "Virtuoso" per Mudbound
- Satellite Award
  - 2009 – Candidatura come miglior canzone originale per I Can See in Color dal film Precious
  - 2018 – Candidatura come miglior attrice non protagonista per Mudbound
- Screen Actors Guild Award
  - 2018 – Candidatura come miglior attrice non protagonista per Mudbound
  - 2018 – Candidatura come miglior cast corale per Mudbound
- Soul Train Music Award
  - 1993 – Miglior artista soul/R&B esordiente
  - 1993 – Miglior album soul/R&B di un'artista femminile per What's the 411?
  - 1993 – Candidatura come miglior singolo soul/R&B di un'artista femminile per Real Love
  - 1996 – Miglior album soul/R&B di un'artista femminile per My Life
  - 1996 – Candidatura come miglior singolo soul/R&B di un'artista femminile per I'm Goin' Down
  - 1997 – Candidatura come miglior singolo soul/R&B di un'artista femminile per Not Gon' Cry
  - 1998 – Candidatura come album dell'anno per Share My World
  - 1998 – Candidatura come miglior album soul/R&B di un'artista femminile per Share My World
  - 1998 – Candidatura come miglior singolo soul/R&B di un'artista femminile per Everything
  - 2000 – Intrattenitrice dell'anno
  - 2000 – Candidatura come album dell'anno per Mary
  - 2000 – Miglior album soul/R&B di un'artista femminile per Mary
  - 2001 – Candidatura come miglior singolo soul/R&B di un'artista femminile per Your Child
  - 2003 – Candidatura come miglior album soul/R&B di un'artista femminile per No More Drama
  - 2004 – Candidatura come miglior album soul/R&B di un'artista femminile per Love & Life
  - 2007 – Miglior album soul/R&B di un'artista femminile per The Breakthrough
  - 2007 – Candidatura come miglior singolo soul/R&B di un'artista femminile per Take Me as I Am
  - 2010 – Candidatura come miglior artista soul/R&B femminile
  - 2017 – Candidatura come miglior artista soul/R&B femminile
  - 2017 – Candidatura come album dell'anno per Strength of a Woman
  - 2017 – Candidatura come miglior collaborazione per Love Yourself
  - 2019 – Candidatura come miglior artista soul/R&B femminile
  - 2022 – Candidatura come miglior artista soul/R&B femminile
  - 2022 – Candidatura come album dell'anno per Good Morning Gorgeous
  - 2022 – Candidatura come canzone dell'anno per Good Morning Gorgeous
  - 2022 – Candidatura come video dell'anno per Good Morning Gorgeous
  - 2022 – Candidatura al premio cantautorato per Good Morning Gorgeous
  - 2022 – Candidatura come miglior collaborazione per Amazing
  - 2022 – Premio "Soul Train Certified" per l'album Good Morning Gorgeous
- The Source Award
  - 1994 – Artista R&B dell'anno
  - 1995 – Artista R&B dell'anno
  - 2000 – Artista R&B dell'anno
- UK Music Video Awards
  - 2020 – Candidatura come miglior video dance britannico per Always
  - 2020 – Candidatura come miglior coreografia in un video per Always
- Vibe Awards
  - 2003 – Candidatura come miglior stile
  - 2005 – Premio "VLegend"
- Washington D.C. Area Film Critics Association
  - 2018 – Candidatura come miglior attrice non protagonista per Mudbound
  - 2018 – Candidatura come miglior cast corale per Mudbound
- World Soundtrack Award
  - 2012 – Candidatura come miglior canzone scritta e/o registrata per un film per The Living Proof dal film The Help